# دون فيرنر
دون فيرنر (بالإنجليزية: Don Werner)‏ هو لاعب كرة قاعدة أمريكي، ولد في 8 مارس 1953 في أبلتون في الولايات المتحدة.

## وصلات خارجية
- دون فيرنر على موقعبيزبول رفرنس.كوم (الدوري الرئيسي) (الإنجليزية)
- دون فيرنر على موقعبيزبول رفرنس.كوم (الدوري الثانوي) (الإنجليزية)
- دون فيرنر على موقع جمعية أبحاث البيسبول الأمريكية (الإنجليزية)